# Герберт, Уильям, 1-й маркиз Поуис
Уильям Герберт, 1-й маркиз Поуис (англ. William Herbert, 1st Marquess of Powis; 1626 — 2 июня 1696) — английский дворянин, участник Папистского заговора.

## Ранняя жизнь
Родился в 1626 году. Единственный сын Перси Герберта, 2-го барона Поуиса (1598—1667), и Элизабет Крэйвен (1599—1662). Сестра — Мэри Герберт, жена Джорджа Толбота, лорда Толбота, старшего сына и наследника Джона Толбота, 10-го графа Шрусбери.
Его бабушкой и дедушкой по отцовской линии были Уильям Герберт, 1-й барон Поуис (ок. 1573—1655), и леди Элеонора Перси (1583—1650), третья дочь Генри Перси, 8-го графа Нортумберленда. Его мать была дочерью сэра Уильяма Крэйвена, лорд-мэра Лондона, и сестрой Мэри Крэйвен, жены Томаса Ковентри, 2-го барона Ковентри; Уильяма Крэйвена, 1-го графа Крэйвена; и Джона Крэйвена, 1-го барона Крэйвена из Райтона.

## Карьера
19 января 1667 года после смерти своего отца Уильям Герберт унаследовал титулы 3-го барона Поуиса из Поуиса (графство Монтгомеришир) и 2-го баронета Герберта. 4 апреля 1674 года ему был пожалован титул 1-го графа Поуиса из Поуиса, графство Монтгомеришир. В 1686 году стал членом Тайного совета Англии. 24 марта 1687 года король Яков II пожаловал ему титулы 1-го виконта Монтгомери из города Монтгомери и 1-го маркиза Поуиса (Пэрство Англии).
Двоюродный брат 1-го барона Герберта из Чербери, маркиз Поуис вместе со своей женой был одним из лидеров римско-католической партии. Он был одним из «пяти католических лордов», ложно обвиненных Титусом Оутсом в папистском заговоре с целью убийства короля, и в результате провел шесть лет в лондонском Тауэре в ожидании суда. Отчаянные попытки его жены освободить его заставили её сфабриковать «заговор с едой», за который она сама едва избежала осуждения за государственную измену. Маркиз Поуис был наконец освобожден в 1684 году.
Он остался верен свергнутому королю Якову Стюарту после Славной революции 1688 года. Именно он похитил королеву Марию и младенца Джеймса, принца Уэльского, и увез их во французское изгнание. В качестве награды король Яков Стюарт назначил его «герцогом Поуисом» и «маркизом Монтгомери» в Якобитском пэрстве.
В 1690 году маркиз Поуис вместе с Яковом II высадился в Ирландии, где выступил в качестве одного из его главных советников. Яков Стюарт назначил его членом Тайного совета Ирландии и сделал лордом-камергером. Он оставался в Ирландии до бегства короля обратно во Францию после битвы при Бойне и снова поселился при изгнанном якобитском дворе в Сен-Жермен-ан-Ле. Поуис был видной фигурой при дворе якобитов, исполняя обязанности лорда-стюарда и лорда-камергера при дворе, но, похоже, он занимал довольно маргинальную позицию в советах короля. Его жена продолжала оставаться главной леди спальни королевы Марии Моденской и королевской гувернанткой Джеймса, принца Уэльского, до своей смерти 11 марта 1691 года.
Яков Стюарт сделал маркиза Поуиса кавалером Ордена Подвязки в апреле 1692 года. Тем не менее, другие оказывали большее влияние при дворе, поскольку Поуис изо всех сил пытался сохранить достоинство королевской семьи при недостаточном доходе. Потеряв поместья стоимостью 10 000 фунтов стерлингов в год, он отдал больше, чем большинство других, ради дела якобитов.

## Личная жизнь

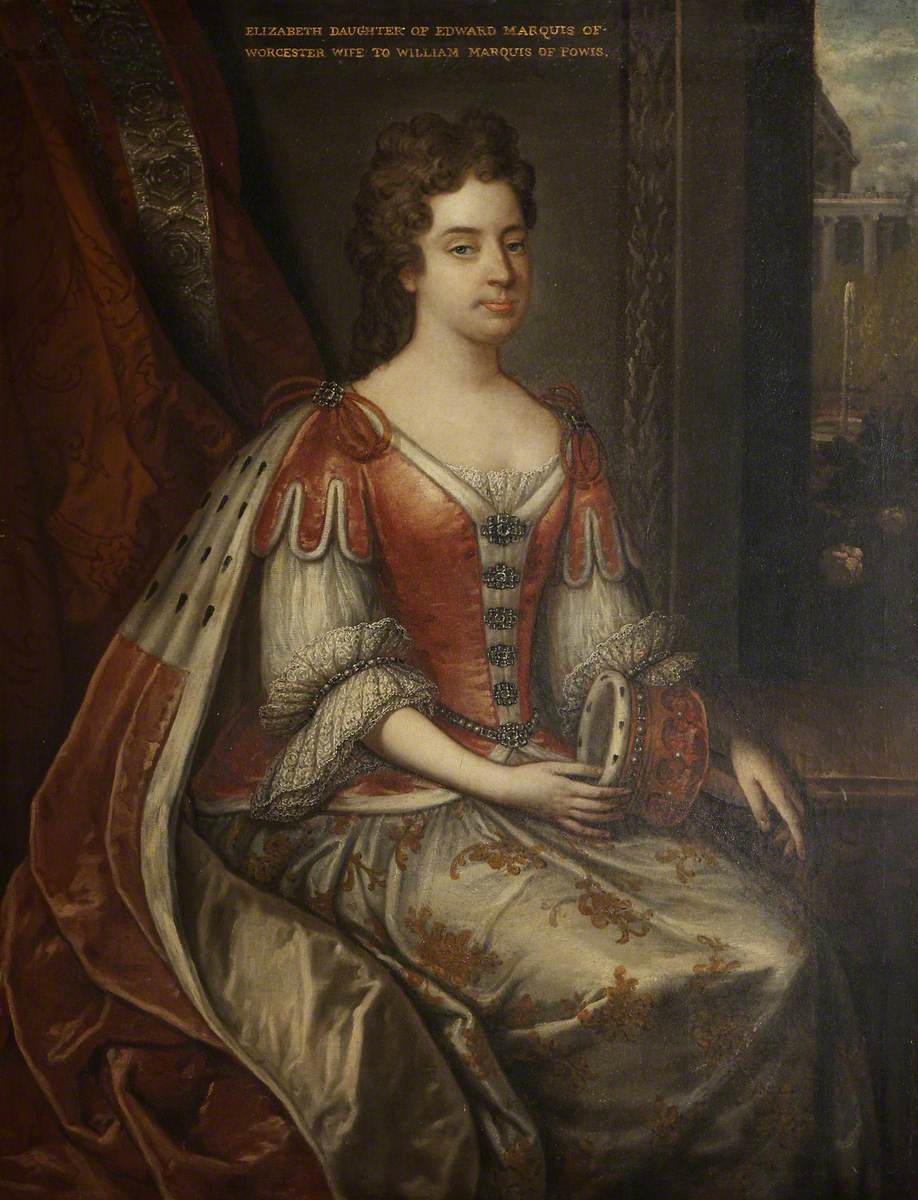
Леди Элизабет Сомерсет (1633—1691), жена Уильяма Герберта, 1-го маркиза Поуиса

В июле 1654 года Уильям Герберт женился на леди Элизабет Сомерсет (ок. 1633 — 16 марта 1691), дочери Эдварда Сомерсета, 2-го маркиза Вустера . Вместе у них было шестеро детей, сын и наследник и пять дочерей, одна из которых, Уинифред, вышла замуж за Уильяма Максвелла, 5-го графа Нитсдейла, который был приговорен к смертной казни за государственную измену за участие в восстании якобитов 1715 года. Леди Нитсдейл организовала побег своего мужа из лондонского Тауэра.
Он умер в возрасте около семидесяти лет 2 июня 1696 года в результате несчастного случая при поездке в Сен-Жермене и был похоронен там на следующий день. Ему наследовал его единственный сын Уильям Герберт, виконт Монтгомери (якобитский маркиз Монтгомери), как 2-й маркиз Поуис и (якобитский 2-й герцог Поуис) (1665—1745), который позже был заключен в Тауэр как якобит и сражался в долгой судебной тяжбе за сохранение части его собственности, в результате которой были восстановлены поместья его семьи. Он был освобожден от титула, наложенного на его отца, и в 1722 году ему было восстановлено утраченное звание пэра в звании маркиза.

## Дети
- Фрэнсис Маккензи, графиня Сифорт[англ.] (1659 — 18 декабря 1732), жена с 1680 года Кеннета Маккензи, 4-го графа Сифорта (1661—1701).
- Уильям Герберт, 2-й маркиз Поуис (ок. 1665 — 22 октября 1745), женат с 1695 года на Мэри Престон (? — 1724)[6]
- Леди Мэри Максвелл (1661—1744), 1-й муж — Ришар Молинье (? — 1672) сын Кэрила Молинье, 3-го виконта Молинье; 2-й муж с 1690 года Фрэнсис Браун, 4-й виконт Монтегю[англ.]; 3-й муж с 1718 года сэр Джордж Максвелл из Орчардтауна, 3-й баронет
- Энн Смит, виконтесса Кэррингтон (1662 — 11 мая 1748), жена с 1687 года Фрэнсиса Смита, 2-го виконта Кэррингтона[англ.]
- Леди Люси Герберт (1668 — 19 января 1743), канонисса, религиозный писатель.
- Уинифред Максвелл, графиня Нитсдейл[англ.] (1660—1749), муж с 1699 года Уильяма Максвелл, 5-й граф Нитсдейл.